# Ореховская (Вологодская область)
Ореховская — деревня в Верховажском районе Вологодской области.
Входит в состав Нижнекулойского сельского поселения, с точки зрения административно-территориального деления — в Нижнекулойский сельсовет.
Расстояние по автодороге до районного центра Верховажья — 39,5 км, до центра муниципального образования Урусовской — 1,5 км. Ближайшие населённые пункты — Урусовская, Дьяконовская, Босыгинская.
По переписи 2002 года население — 96 человек (41 мужчина, 55 женщин). Преобладающая национальность — русские (99 %).